# Le Pian-Médoc

Le Pian-Médoc este o comună în departamentul Gironde din sud-vestul Franței. În 2009 avea o populație de 5.336 de locuitori.

## Evoluția populației
| An        | 1975  | 1982  | 1990  | 1999  | 2006  | 2009  |
| --------- | ----- | ----- | ----- | ----- | ----- | ----- |
| Populație | 1.948 | 3.481 | 5.078 | 5.373 | 5.268 | 5.336 |